# Andreas Granqvist
Andreas Granqvist, né le 16 avril 1985 à Helsingborg, est un footballeur international suédois évoluant au poste de défenseur de 2004 à 2021.

## Biographie

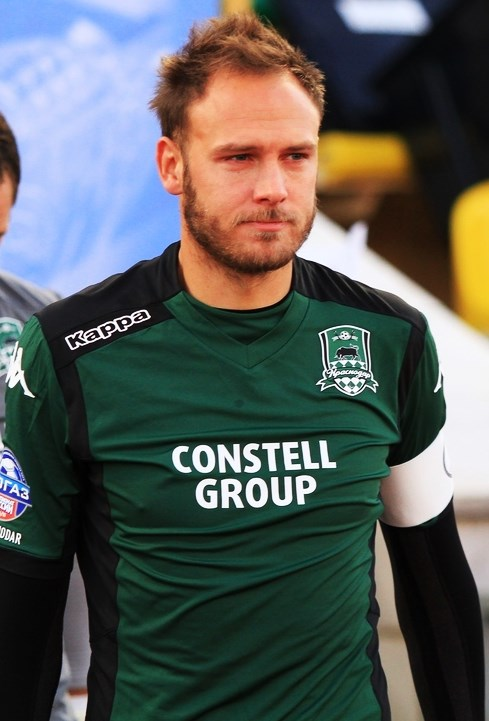
Granqvist avec Krasnodar en 2014.

Lors de la Coupe du Monde de football de 2018, il marque l'unique but de son équipe sur pénalty lors d'une victoire 1-0 contre la Corée du Sud. Il est élu homme du match. Andreas Granqvist est le capitaine suédois lors de la compétition. Il récidive de nouveau sur penalty face au Mexique lors du dernier match de poules. 
Lors de la Coupe du monde 2018, il se fait remarquer en marquant tous ses buts sur pénalty (2 buts), ce qui est rare chez un défenseur.
Andreas Granqvist reçoit en 2017 le ballon d'or suédois, devenant le premier récipiendaire du trophée différent de Zlatan Ibrahimović depuis dix ans et la victoire de Freddie Ljungberg. 

## Statistiques
| Saison                | Club                   | Championnat           | Championnat | Championnat | Coupe(s) nationale(s) | Coupe(s) nationale(s) | Compétition(s) continentale(s) | Compétition(s) continentale(s) | Compétition(s) continentale(s) | Total | Total |
| Saison                | Club                   | Division              | M.          | B.          | M.                    | B.                    | Comp.                          | M.                             | B.                             | M.    | B.    |
| 2004                  | Helsingborgs IF        | D1                    | 21          | 0           | -                     | -                     | -                              | -                              | -                              | 21    | 0     |
| 2005                  | Helsingborgs IF        | D1                    | 26          | 1           | -                     | -                     | -                              | -                              | -                              | 26    | 1     |
| 2006                  | Helsingborgs IF        | D1                    | 25          | 0           | -                     | -                     | -                              | -                              | -                              | 25    | 0     |
| Sous-total            | Sous-total             | Sous-total            | 72          | 1           | -                     | -                     | -                              | -                              | -                              | 72    | 1     |
| 2006-2007             | Wigan Athletic (prêt)  | D1                    | -           | -           | 1                     | 0                     | -                              | -                              | -                              | 1     | 0     |
| 2007-2008             | Wigan Athletic         | D1                    | 14          | 0           | 2                     | 0                     | -                              | -                              | -                              | 16    | 0     |
| Sous-total            | Sous-total             | Sous-total            | 14          | 0           | 3                     | 0                     | -                              | -                              | -                              | 17    | 0     |
| 2008                  | Helsingborgs IF (prêt) | D1                    | 11          | 1           | -                     | -                     | -                              | -                              | -                              | 11    | 1     |
| Sous-total            | Sous-total             | Sous-total            | 11          | 1           | -                     | -                     | -                              | -                              | -                              | 11    | 1     |
| 2008-2009             | FC Groningue           | D1                    | 36          | 4           | 3                     | 1                     | -                              | -                              | -                              | 39    | 5     |
| 2009-2010             | FC Groningue           | D1                    | 34          | 6           | 3                     | 1                     | -                              | -                              | -                              | 37    | 7     |
| 2010-2011             | FC Groningue           | D1                    | 36          | 11          | 4                     | 1                     | -                              | -                              | -                              | 40    | 12    |
| Sous-total            | Sous-total             | Sous-total            | 106         | 21          | 10                    | 3                     | -                              | -                              | -                              | 116   | 24    |
| 2011-2012             | Genoa CFC              | D1                    | 28          | 1           | 2                     | 0                     | -                              | -                              | -                              | 30    | 1     |
| 2012-2013             | Genoa CFC              | D1                    | 35          | 1           | 1                     | 0                     | -                              | -                              | -                              | 36    | 1     |
| Sous-total            | Sous-total             | Sous-total            | 63          | 2           | 3                     | 0                     | -                              | -                              | -                              | 66    | 2     |
| 2013-2014             | FK Krasnodar           | D1                    | 20          | 1           | 3                     | 0                     | -                              | -                              | -                              | 23    | 1     |
| 2014-2015             | FK Krasnodar           | D1                    | 27          | 0           | 2                     | 0                     | C3                             | 9                              | 1                              | 38    | 1     |
| 2015-2016             | FK Krasnodar           | D1                    | 29          | 1           | 3                     | 1                     | C3                             | 12                             | 1                              | 44    | 3     |
| 2016-2017             | FK Krasnodar           | D1                    | 29          | 0           | 2                     | 2                     | C3                             | 12                             | 1                              | 43    | 3     |
| 2017-2018             | FK Krasnodar           | D1                    | 29          | 1           | -                     | -                     | C3                             | 4                              | 1                              | 33    | 2     |
| Sous-total            | Sous-total             | Sous-total            | 134         | 3           | 10                    | 3                     | -                              | 37                             | 4                              | 181   | 10    |
| 2018                  | Helsingborgs IF        | D2                    | 15          | 2           | -                     | -                     | -                              | -                              | -                              | 15    | 2     |
| Total sur la carrière | Total sur la carrière  | Total sur la carrière | 415         | 21          | 26                    | 6                     | -                              | 37                             | 4                              | 478   | 31    |

## Palmarès
Helsingborgs IF
- Vainqueur de la Coupe de Suède en 2006.
- Champion de Suède de deuxième division en 2018.

 FK Krasnodar
- Finaliste de la Coupe de Russie en 2014.

## Distinctions individuelles
- Guldbollen en 2017
- Homme du match contre la Corée du Sud lors de la Coupe du monde 2018